# Unión por la Patria
Unión por la Patria (UxP o UP) es una coalición política argentina de tendencia peronista y progresista. Su conformación fue anunciada el 14 de junio de 2023, el día de la presentación de las alianzas electorales para las elecciones presidenciales de 2023. Se ubica en la centroizquierda del especto político.
Si bien, la tendencia predominantemente en la coalición es el peronismo, dentro de la coalición también se encuentran sectores progresistas, socialdemócratas, cooperativistas, radicales alfonsinistas e yrigoyenistas, socialistas, católicos, desarrollistas y del movimiento sindical de la CGT y la CTA. Reconoce continuidad con el Frente de Todos, coalición que ganó las elecciones presidenciales de Argentina de 2019. En las elecciones provinciales se forman alianzas específicas para cada distrito, que no tienen vínculos jurídicos con las coaliciones nacionales, cuyos integrantes varían y que son políticamente autónomas. En las elecciones presidenciales de 2023 presentaron como candidatos la fórmula Sergio Massa y Agustín Rossi como presidente y vicepresidente respectivamente. Tras la derrota electoral en dichas elecciones, y la posterior disolución de Juntos por el Cambio, al aliarse miembros de dicha coalición al actual oficialismo, UxP quedó como la principal coalición opositora de Argentina.

## Partidos miembros
| Partido | Partido                                          | Líder                          | Ideología                | Representantes            | Representantes | Representantes |
| Partido | Partido                                          | Líder                          | Ideología                | Diputados[cita requerida] | Senadores      | Gobernadores   |
| ------- | ------------------------------------------------ | ------------------------------ | ------------------------ | ------------------------- | -------------- | -------------- |
|         | Partido Justicialista                            | Cristina Fernández de Kirchner | Peronismo                | 83/257                    | 29/72          | 6/24           |
|         | Frente Renovador                                 | Sergio Massa                   | Peronismo                | 8/257                     | 0/72           | 0/24           |
|         | Partido Comunista                                | Mario Alderete                 | Marxismo-leninismo       | 0/257                     | 0/72           | 0/24           |
|         | Partido Piquetero                                | Juan Marino                    | Trotskismo               | 1/257                     | 0/72           | 0/24           |
|         | Partido del Trabajo y del Pueblo                 | Juan Carlos Alderete           | Maoísmo                  | 0/257                     | 0/72           | 0/24           |
|         | Partido Comunista Auténtico                      | Pablo Pereyra                  | Marxismo-leninismo       | 0/257                     | 0/72           | 0/24           |
|         | Partido Conservador Popular                      | Marco Aurelio Michelli         | Peronismo                | 0/257                     | 0/72           | 0/24           |
|         | Partido Intransigente                            | Enrique Gustavo Cardesa        | Socialismo democrático   | 0/257                     | 0/72           | 0/24           |
|         | Partido Federal                                  | Daniel Madeo                   | Federalismo              | 0/257                     | 0/72           | 0/24           |
|         | Frente Grande                                    | Mario Secco                    | Socialdemocracia         | 0/257                     | 0/72           | 0/24           |
|         | Frente Patria Grande                             | Juan Grabois                   | Socialismo del siglo XXI | 2/257                     | 0/72           | 0/24           |
|         | Partido de la Concertación FORJA                 | Gustavo Fernando López         | Radicalismo K            | 0/257                     | 0/72           | 1/24           |
|         | Partido de la Cultura, la Educación y el Trabajo | Hugo Moyano                    | Peronismo                | 0/257                     | 0/72           | 0/24           |
|         | Partido del Trabajo y la Equidad                 | Claudio Ferreño                | Albertismo               | 0/257                     | 1/72           | 0/24           |
|         | Partido de la Victoria                           | Esteban San Pedro              | Kirchnerismo             | 0/257                     | 1/72           | 0/24           |
|         | Partido Solidario                                | Carlos Heller                  | Cooperativismo           | 1/257                     | 0/72           | 0/24           |
|         | Instrumento Electoral por la Unidad Popular      | Víctor De Gennaro              | Socialismo del siglo XXI | 0/257                     | 0/72           | 0/24           |
|         | Kolina                                           | Alicia Kirchner                | Kirchnerismo             | 1/257                     | 0/72           | 0/24           |
|         | Nuevo Encuentro                                  | Martín Sabbatella              | Kirchnerismo             | 2/257                     | 0/72           | 0/24           |
|         |                                                  |                                |                          | 98/257                    | 33/72          | 7/24           |

## Resultados electorales

### Elecciones presidenciales
|  | 36,78 % |

|  | 44,35 % |

### Elecciones primarias
|  | 21,45 % |

|  | 78,55 % |

|  | 5,85 % |

|  | 21,45 % |

### Elecciones legislativas
|  | 37,89 % |

|  | 43,71 % |